# Allocosa laetella
Allocosa laetella este o specie de păianjeni din genul Allocosa, familia Lycosidae. A fost descrisă pentru prima dată de Strand, 1907. Conform Catalogue of Life specia Allocosa laetella nu are subspecii cunoscute.